# Himera

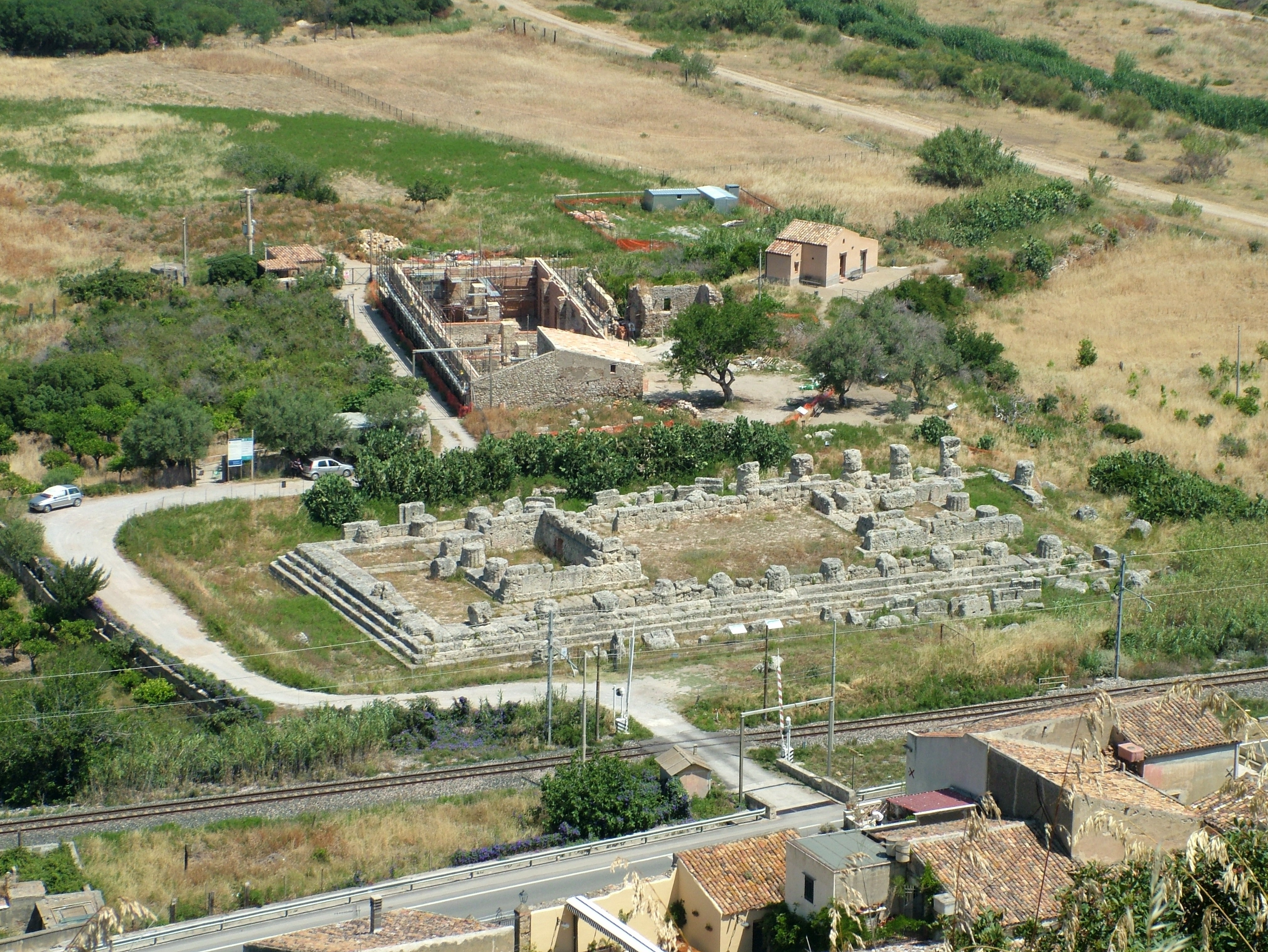
Segertemplet

Himera (grekiska: Ἱμέρα) var en viktig antik grekisk stad på Sicilien, på öns nordkust, vid mynningen av floden med samma namn (nuvarande Imera settentrionale), mellan Panormus (nuvarande Palermo) och Cephaloedium (nuvarande Cefalù). Dess kvarlevor ligger inom den nuvarande comunen Termini Imereses gränser.

## Historia

### Grundande och tidig historia
Himera var den första grekiska bosättningen på denna del av ön och en strategisk utpost precis utanför den karthagiskkontrollerade västra delens östgräns. Thukydides säger, att det var den enda grekiska staden på denna del av Siciliens kust, vilket dock endast skall ses mot bakgrund av självständiga städer; Mylai, som också låg på nordkusten och säkerligen var av grekiskt ursprung, var avhängigt av Zankle (nuvarande Messina). Man erkänner idag, att Himera var en av Zankles kolonier, men Thukydides vet berätta att utvandrarna från Zankle, som hade chalkidiskt ursprung, blandades med Syrakusabor i exil, vilket ledde till att även om den nya stadens institutioner (νόμιμα) var chalkidiska, hade dess dialekt inslag av doriska.
Himeras grundläggning låg kronologiskt efter Mylais (vilket man, utifrån deras relativa läge, naturligt nog kan anta) både enligt Strabon och Skymnos Chios: datumet omnämns inte av Thukydides, men Diodoros berättar att det hade funnits i 240 år då karthagerna förstörde det, vilket därmed skulle tidsbestämma dess första bebyggande till 648 f.Kr.. Det finns idag ytterst lite information om dess tidigaste historia: en liten notis hos Aristoteles, enligt vilken det vid ett tillfälle verkar ha fallit under tyrannen Falaris styre, vilket är det enda omnämnandet, som finns av staden före cirka 490 f.Kr., då den erbjöd en tillfällig tillflyktsort för Zankles tyrann Skythes, efter att denne hade blivit förvisad från den förra staden. Kort därefter föll Himera under despoten Terillos ok, vilken sökte befästa sin makt genom en nära allians med Anaxilas, som vid denna tid härskade över både Rhegium (nuvarande Reggio di Calabria) och Zankle. Men Terillos lyckades inte motstå despoten Therons av Agrigentum (nuvarande Agrigento) makt och då han av denne blev utvisad från Himera sökte han hjälp av karthagerna, vilket gav dessa anledning, att ge sig av på sin första expedition till Sicilien 480 f.Kr..

### Första mötet med Karthago
Styrkan hos den beväpning som sändes av Hamilkar, som sägs ha landstigit på Sicilien med en armé på 300.000 man, visar i sig att erövringen av Himera snarare var förevändningen än slutmålet för kriget: men det är troligt att Himeras växande makt, i de karthagiska bosättningarna Panormus och Solus omedelbara närhet, redan hade väckt anstöt hos karthagerna. Därför var det mot Himera som Hamilkars första ansträngningar riktades: men Theron, som hade barrikaderat sig i staden med alla sina styrkor, lyckades försvara den tills Gelon av Syrakusa anlände och, utan tanke på sin numerära underlägsenhet, besegrade karthagerna med sådan blodighet att slaget vid Himera av grekerna på Sicilien ansågs värdigt att jämföras med den samtida segern vid Salamis. Samma känslor gav troligen upphov till traditionen eller tron, att båda dessa segrar uppnåddes på samma dag.

### Efter slaget vid Himera
Efter denna stora seger var Theron obestridd härskare över Himera, liksom över Agrigentum; men han verkar ha riktat sin största uppmärksamhet mot den senare staden och överlät styrandet av Himera till sin son Thrasydaios. Men, denne unge man lyckades snart, genom sitt hårda och grymma styre, reta upp invånarnas sinnen, varpå de bad om hjälp hos Hieron I av Syrakusa, som vid denna tid var fientligt inställd till Theron. Den syrakusiske despoten gav dock inte sitt bistånd till Himeras missnöjda befolkning, utan förrådde dem till Theron, som tog en gruvlig hämnd på Himeraborna, genom att avrätta ett stort antal missnöjda medborgare och driva andra i exil. Strax därefter, då han såg att staden hade lidit hårt av dessa svårigheter och att dess befolkning kraftigt hade minskat, sökte han återupprätta dess blomstring, genom att flytta dit nya invånare, hopsamlade från diverse ställen. Större delen av dessa nya kolonisatörer var av dorisk härkomst; och trots att de båda medborgargrupperna blandades till en och fortsatte att leva i harmoni tillsammans, blev Himera från denna tid en dorisk stad och både antog de institutioner och följde den politik, som de andra doriska staterna på Sicilien gjorde. Denna befolkningsomflyttning tycks ha ägt rum 476 f.Kr. och Himera fortsatte att vara underställt Theron till dennes död 472 f.Kr.; Thrasydaios fick makten under en kort period efter faderns död, men han blev snabbt besegrad av Hieron av Syrakusa och strax därefter förvisad från både Agrigentum och Himera 466 f.Kr. sände Himeraborna, i sin tur, en styrka för att bistå Syrakusaborna i sina försök att kasta av sig Thrasybulos ok; och i den allmänna uppgörelse som följde strax därefter tilläts de, som var i exil, att återvända till Himera, där de verkar ha slagit sig ner i tysthet tillsammans med de nya invånarna. Från denna tid säger Diodoros uttryckligen att Himera var förskonat från oenighet bland medborgarna och dess regering måste ha delgivit dem en inte så ringa del av den blomstring, som de sicilianska stadsstaterna upplevde under det följande halvseklet.
Men, trots att vi i allmänna ordalag får veta, att den tid, som förlöt mellan denna återbefolkning av Himera till dess förstörelse av karthagerna (461–408 f.Kr.), var fredlig och rik är den enda notis om staden vi finner under denna tid angående den del den hade i den atenska expeditionen till Sicilien, 415 f.Kr. Vid detta tillfälle var Himeraborna bland det första att svära trohet till Syrakusa; när Nikias uppenbarade sig vid deras hamn med den atenska flottan vägrade de ta emot honom. Kort därefter landsteg Gylippos vid Himera och marscherade över ön mot Syrakusa i spetsen för en styrka, som till stor del bestod av Himerabor.

### Förstörelse av Karthago
Några år senare fick stadens blomstring ett plötsligt och abrupt slut genom den stora karthagiska expeditionen till Sicilien 408 f.Kr. Trots att denna styrkas yttersta mål, liksom det hade varit för atenarna, var att stödja Segestaborna mot deras grannar selinuntinerna, råder det inget tvivel om att karthagerna från början även hade andra planer. Omedelbart efter Selinus förstörelse skyndade sig Hannibal Mago, som ledde expeditionen, att vända sina vapen mot Himera. Denna stad var illa förberedd för försvar; dess befästningar var svaga, men invånarna gjorde desperat motstånd och genom ett modigt utfall tillfogade de karthagerna svåra förluster. Till en början fick de stöd av en styrka på 4.000 hjälptrupper från Syrakusa, under Diokles befäl; men denne general drabbades av panisk rädsla att riskera själva Syrakusas säkerhet och övergav därför Himera samt lämnade invånarna att ensamma kämpa mot Karthago. Resultatet lät inte vänta på sig och staden intogs genom stormning; en stor del av invånarna höggs ner och inte mindre än 3.000 av dem, som hade tagits tillfånga, avrättades grymt av Hannibal, ett offer till minne av hans farfar Hamilkar. Staden själv blev förstörd, dess byggnader rivna till marken och inte ens templen skonades; den karthagiske generalen ville uppenbarligen utplåna alla spår av staden, vars namn associerades med hans landsmäns stora nederlag.
Diodoros, som berättar om Himeras totala förstörelse, berättar uttryckligen, att det aldrig återuppbyggdes och att platsen förblev obebodd ända till hans egen tid. Detta motsägs dock av att han på andra ställen omnämner Himeraborna, tillsammans med selinuntinerna och agrigentinerna, som några av de förvisade invånare, som genom det avtal med Karthago, som slöts 405 f.Kr., tilläts återvända till sina hem och bebo sina egna städer, på villkor att de betalade tribut till Karthago och inte återuppbyggde sina befästningar. Det står också klart, att många av dem utnyttjade detta erbjudande, då vi också finner Himeraborna omnämnda bland dem, som ställde sig på Dionysios I:s sida, då han inledde sitt stora krig med Karthago 397 f.Kr.; även om de snart återvände till den karthagiska alliansen året därpå Förklaringen till denna motsägelse får vi av Cicero, som berättar att de invånare, som hade överlevt kriget, efter Himeras förstörelse bosatte sig i Thermae, inom samma område och inte långt från sin gamla hemstad. Diodoros ger dock en något annorlunda bild av grundandet av Thermae, som enligt honom grundades av karthagerna själva, innan krget tog slut, 407 f.Kr.. Det är dock troligen, att båda har rätt, på så vis att karthagerna grundade den nya staden i Himeras omedelbara närhet, för att förhindra, att den gamla platsen återupptogs, medan de förvisade Himeraborna, när de återvände naturligt nog, trots att de bosatte sig i en ny stad, såg sig själva som samma folk och skulle fortsätta att vara kända som Himerabor. Att den nya staden, till och med långt senare, sågs som representant för den gamla, ser man tydligt genom att Cicero säger, att när Scipio Africanus, efter Karthagos erövring, till agrigentinerna och Gelaborna återbördade de statyer, som hade tagits från deras respektive städer, återbördade han samtidigt till Thermaes invånare de statyer, som hade tagits från Himera. Därför är det inte förvånande att finna, att Himeraborna fortfarande omnämns som folk, men också att namnet Himera självt ibland användes om den nya staden. 314 f.Kr. säger Diodoros följaktligen, att genom det avtal, som upprättades mellan Agathokles och karthagerna, stadgades det att Heracleia, Selinus och Himera liksom förut skulle vara underställda Karthago. Det är då konstigare, att namnet Himera återkommer både hos Pomponius Mela och Plinius, trots att vi av uttalanden både av Cicero och Strabon, liksom Diodoros, vet att det hade upphört att existera flera århundraden tidigare.

### Grundandet av Thermae
Den nya staden Thermae eller Therma, som för särskiljandets skull kallades Thermae Himerenses (Θερμαὶ αἱ Ἱμερᾶαι, Pol.; Θερμαὶ Ἱμέραι, Ptol.; Θερμὰ eller Θερμὰ Ἱμεραῖα, Diod.) och alltså övertog Himeras plats, fick sitt namn av de heta källor, som det blev berömt för och vars första upptäckt sammankopplades med legenden om Herakles. Det verkar tidigt ha blivit en viktig stad, även om det med få och korta undantag fortsatte att vara underställt Karthago. Under det första puniska kriget omnämns dess namn flitigt. 260 f.Kr. slog ett antal romerska styrkor läger i närheten, varpå de blev anfallna av Hamilkar och besegrade med svåra förluster som följd. Innan kriget tog slut blev Thermae självt belägrat och erövrat av romarna. Vi vet dock ingenting om omständigheterna, som ledde till den otroliga välvilja, som dess romerska erövrare visade. Cicero berättar att den romerska regeringen återgav invånarna deras stad och territorium, med fritt utnyttjande av sitt eget land, som belöning för deras trofasthet (quod semper in amicitia fideque mansissent). Då de var fientliga mot rom under det första puniska kriget kan detta endast gälla den efterföljande tiden; men den händelse, som åsyftas är okänd. Under Ciceros tid verkar Thermae har varit en blomstrande plats, där en ansenlig handel bedrevs, även om den omnämns som oppidum non maximum. Det verkar ha fått en koloni under Augustus tid, varifrån det finns onmämnt inskriptionen Ordo et Populus splendidissimae Coloniae Augustae Himeraeorum Thermitanorum. Det är tvivelsutan så, att Plinius Thermae colonia hänsyftar till denna stad, även om han trodde, att det var Thermae Selinuntiae (nuvarande Sciacca), då han lägger den på sydkusten mellan Agrigentum och Selinus. Därefter finns inte många uppgifter om Thermae; men, då dess namn återfinns hos Ptolemaios och Itinerarierna verkar det ha fortsatt existera under Romerska rikets tid och upphörde troligen aldrig att vara bebott, då den nuvarande staden Termini Imerese fortfarande ligger på samma plats och har samma namn, som den antika staden. Den antika stadens storhet och dess invånares smak för konst är omvittnade av Cicero, som kallar det in primis Siciliae clarum et ornatum; och några bevis för det fanns kvar, även på hans tid, genom de statyer, som hade bevarats av Thermaeborna, vilka hade fått dem av Scipio efter Karthagos erövring; vilka var värdefulla, inte bara som reliker ur det förgångna, men också som vackra konstverk. Oräkneliga mynt från Himera vittnar om stadens rikedom under antiken.

## Nuvarande situation
Tack vare många kvarlevor finns inga tvivel om platsen för det antika Thermae, som dessutom markeras genom de varma källorna; men den exakta platsen för den äldre staden Himera rådde det delade meningar om fram till helt nyligen. Cluverius åsikt, som hade anammats av nästan alla skribenter fram till 1800-talet, var att den låg på flodens vänstra strand, då den flyter förbi Termini i väster och därför är känd som Fiume di Termini, även om den i sitt övre lopp kallas Fiume San Leonardo. Enligt denna teori flyttades invånarna bara från ena sidan av floden till den andra; detta skulle också förklara att Himera och Thermae verkar ha ansetts som identiska, och att floden Himera (som tvivelsutan gav namn åt den äldre staden) också vid samma tid sägs ha flutit genom Thermae. Å andra sidan är det svårt att trot, att Fiume San Leonardo kan vara floden Himera; dessutom verkar alla uppgifter, som anger det senare, stödja Fazello, som identifierar den med Fiume Grande, vars mynning ligger endast 13 kilometer från Termini. Detta är den gängse synen bland moderna forskare. Detta avstånd kan inte sägas vara för stort, för att gå ihop med Ciceros utsaga, att den nya bosättningen grundades non longe ab oppido antique; medan tillägget att det låg på samma territorium (in ejusdem agri finibus, l. c.) snarare verkar antyda, att det inte låg nära den gamla staden. Det kan i detta fall tilläggas, att den nya platsen i karthagernas ögon hade fördelen att ligga närmare deras egna städer Solus och Panormus och därför var lättare för dem att styra. Men, Fazellos synsätt bekräftas, enligt honom, av omständigheterna att platsen som han indikerar, utmärkt av Torre di Bonfornello på havskusten (på vänstra stranden av Fiume Grande, nära dess mynning), trots att den saknar ruiner, var rik på antika lämningar, såsom vaser och bronsföremål; otaliga sepulkrer har också hittats där. Å andra sidan har varken Cluverius eller någon annan författare noterat några fynd på Himeras vänstra strand; ej heller verkar den bestämda platsen ha varit avsedd för en viktig stad.

## Arkeologi

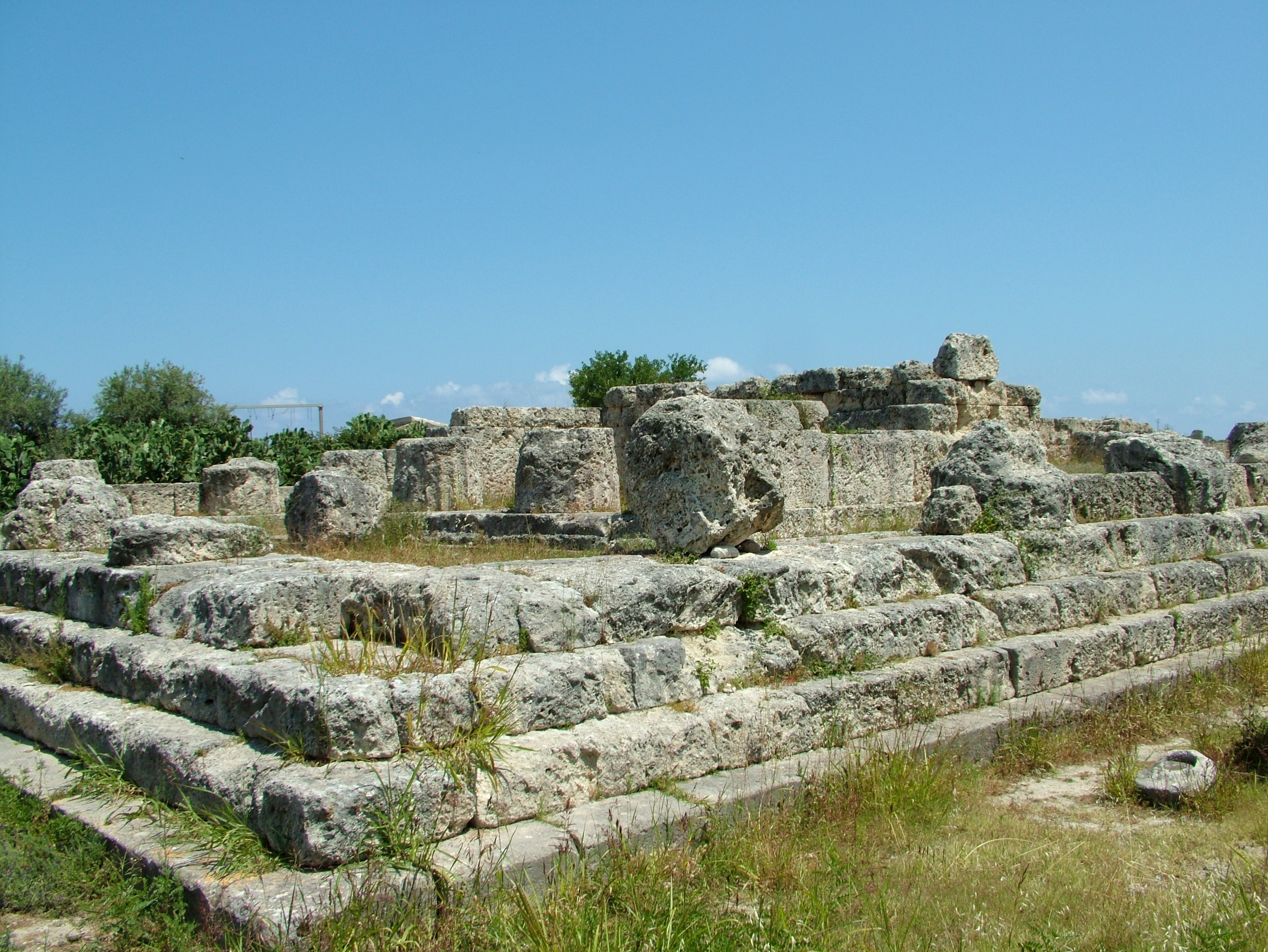
Detalj av Segertemplet

Den enda ruin, som går att känna igen i staden är Tempio della Vittoria (Segertemplet), en dorisk byggnad, som skall ha tillkommit som minne över segern över karthagerna (även om vissa forskare på senare tid har börjat tvivla på denna hypotes). Söder om templet låg stadens nekropolis. Några lämningar funna på denna plats finns i ett antikvarium. De stora fynden finns dock i Museo Archeologico Regionale i Palermo.

## Berömda personer
Himera var under antiken känt som poeten Stesichoros födelseplats. Han verkar, enligt en anekdot bevarad av Aristoteles, ha tagit stor del i sin hemstads politiska liv. En staty över honom fanns i Thermae ännu under Ciceros dagar och denna var starkt vördad. Ergoteles, vars seger i olympiska spelen omnämns av Pindaros, var en av invånarna, men han var inte född i Himera. Å andra sidan hade Thermae äran av att vara födelseort för tyrannen Agathokles.